# Sierra de los Pinaleños

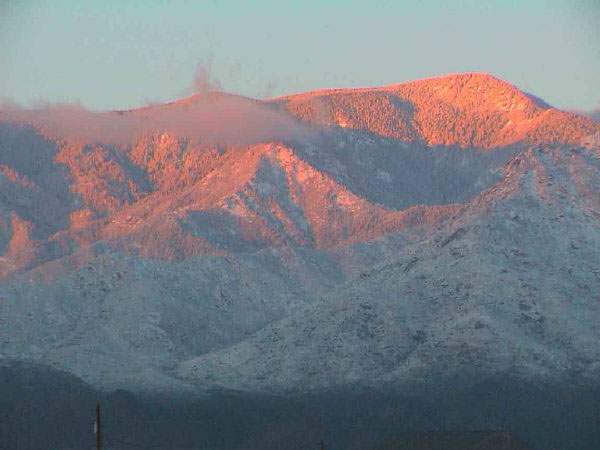
Sierra de los Pinaleños con la puesta del sol.

La sierra de los Pinaleños es un cordal montañoso del sureste de Arizona.
La sierra es parte del archipiélago Madrense de islas del cielo típicas del sureste de Arizona, específicamente en centro-sur de Arizona, que va de Globe a Nogales  y Douglas y la sierra de Chiricahua. Las sierras de islas del cielo son cordales aislados por valles desérticos.

## Toponimia
Toma su nombre de la tribu amerindia de Los Pinaleños.